# سان سیتی (آریزونا)
سان سیتی، آریزونا (به انگلیسی: Sun City, Arizona) یک منطقه سرشماری‌شده در ایالات متحده آمریکا است که در شهرستان مریکوپا، آریزونا واقع شده‌است.

## خصوصیات
سان سیتی ۳۷٫۸ کیلومترمربع مساحت و ۳۷٬۴۹۹ نفر جمعیت دارد و ۳۴۸ متر بالاتر از سطح دریا واقع شده‌است.